# Curtius (Familienname)
Curtius (im 16. Jh. latinisiert aus Korte, Kurtt u. ä.) ist ein deutscher Familienname.

## Namensträger
- Albertus Curtius (1600–1671), deutscher Jesuit, Schriftsteller, Übersetzer und Astronom, siehe Albert Curtz
- Amalie Curtius (1780–1835), deutsche Schriftstellerin
- Bartolomeus Curtius (1666–1738), Stadtarzt in Mailand, Mitglied der Leopoldina
- Bogumil Curtius (1865–1946), deutscher Schriftsteller, siehe Heinrich Kurtzig
- Carl Curtius (1841–1922), deutscher Altphilologe und Bibliothekar
- Carl Georg Curtius (1771–1857), deutscher Jurist
- Ernst Curtius (1814–1896), deutscher Historiker und Archäologe
- Ernst Robert Curtius (1886–1956), deutscher Romanist
- Friedrich Curtius (Beamter) (1851–1933), deutscher Beamter, Kirchenfunktionär und Politiker
- Friedrich Curtius (Mediziner) (1896–1975), deutscher Mediziner
- Friedrich Curtius (Sportfunktionär) (* 1976), deutscher Jurist und Fußballfunktionär
- Friedrich Wilhelm Curtius (1782–1862), deutscher Kaufmann
- Georg Curtius (1820–1885), deutscher Philologe
- Jacob Curtius (1553–1594), Reichsvizekanzler des HRR, siehe Jacob Kurz von Senftenau
- Jan Hendrik Donker Curtius (1813–1879), niederländischer Handelskommissar
- Julius Curtius (Industrieller) (1818–1885), deutscher Industrieller
- Julius Curtius (Politiker) (1877–1948), deutscher Politiker, Reichswirtschaftsminister und Reichsaußenminister
- Katharina Curtius († 1629), deutsches Opfer der Hexenverfolgung
- Kathrin Hoffmann-Curtius (1937–2023), deutsche Kunsthistorikerin und Publizistin
- Ludwig Curtius (1874–1954), deutscher Archäologe
- Mechthild Curtius (* 1939), deutsche Autorin und Literaturwissenschaftlerin
- Michael Conrad Curtius (1724–1802), deutscher Philologe, Historiker und Jurist
- Natascha Curtius-Noss (* 1962), deutsche Kostümbildnerin
- Otto Curtius (Otto Kurtt; 1653–1726), deutscher Geistlicher, Pfarrer von Golzheim
- Paul Curtius (Mediziner) († 1750), deutsch-baltischer Arzt
- Paul Curtius (Jurist) (1849–1932), deutscher Jurist, Offizier und Autor
- Paul Werner Curtius (1808–1838), deutscher evangelisch-lutherischer Geistlicher, Autor und Redakteur
- Sebastian Curtius (1620–1684), deutscher reformierter Geistlicher, Theologe und Hochschullehrer
- Theodor Curtius (Politiker) (1811–1889), deutscher Politiker, Bürgermeister von Lübeck
- Theodor Curtius (Chemiker) (1857–1928), deutscher Chemiker
- Valentin Curtius (1493–1567), deutscher Theologe
- Wilhelm von Curti (1598–1678), deutscher Adliger und Gesandter im Dienste Englands und der Kurpfalz
- Wolfgang Curtius (1910–1996), deutscher Unternehmer